# Fenestella biarmica
Fenestella biarmica är en mossdjursart som beskrevs av Schulga-Nesterenko 1936. Fenestella biarmica ingår i släktet Fenestella och familjen Fenestellidae. Inga underarter finns listade i Catalogue of Life.